# Polylopha
Polylopha là một chi bướm đêm thuộc họ Tortricidae.

## Các loài
- Polylopha cassiicola Liu & Kawabe, 1993
- Polylopha epidesma  Lower, 1901
- Polylopha hypophaea  Diakonoff, 1974
- Polylopha oachranta  Diakonoff, 1974
- Polylopha ornithopora  Diakonoff, 1953
- Polylopha phaeolopha  Turner, 1925
- Polylopha sichnostola  Diakonoff, 1984